# GOLDEN GRAPEFRUIT
『GOLDEN GRAPEFRUIT』（ゴールデン・グレープフルーツ）は、日本の音楽グループ、LOVE PSYCHEDELICOの4枚目のオリジナル・アルバムである。2007年6月27日発売。発売元は、ビクターエンタテインメント。

## 概要
オリジナルアルバムとしては約3年半ぶりのリリースとなるアルバム。このアルバムから彼らのプライベート・スタジオ「GOLDEN GRAPEFRUIT STUDIO」で制作を始め、アルバムタイトルもそこから付けられた。
新しくスタジオを作ったこともあり、新たなサウンドを獲得すべく試行錯誤を繰り返して作り上げた作品で、'70s ROCKをベースとした従来の個性は活かしながらも2007年風の新たなテイストを反映した「新しい音を鳴らそう」という挑戦的な姿勢で作られたコンセプチュアルなアルバム。多重録音によって音の厚みとハードさが増して楽曲の幅も広がり、アリーナ・ロック的な側面も持っている。
今作には前作との間に発売されたシングル「fantastic world」「Right now」ではなく、「Right now」のＢ面である「everyone, everyone」が収録された。
初回限定盤には、「Freedom」「Mind across the universe」などのPV映像他、ドキュメント・ボーナス映像を収録したDVD付き。

## 収録曲
1. Freedom
NHK-BS1「MLB アメリカ大リーグ中継」イメージソング
日本テレビ系『週末のシンデレラ 世界!弾丸トラベラー』テーマソング
2. Aha!(All We Want)
NTT DoCoMo「FOMA P902iS」「リズム・シンクロ」篇CMソング
3. 7 days
4. Carnation
中部日本放送『赤道大紀行』アフリカ横断編テーマソング
5. Help!
ビートルズのカバー。
NHK『英語でしゃべらナイト』オープニングテーマ。
6. Rain
レッド・ツェッペリンへのオマージュ作[6]。
NTT DoCoMo「Panasonic FOMA P903iX」イメージソング
7. N29
8. I saw you in the rainbow
中部日本放送『赤道大紀行』3部作テーマソング
9. Good day, celebration
10. Humanimation
11. Everyone, everyone
10thシングル「Right now」のカップリング曲。ベスト『Early Times』に収録。
12. Sad story

### 楽曲クレジット
| #   | タイトル                     | 作詞・作曲                  | 編曲                    | 時間 |
| --- | ---------------------------- | --------------------------- | ----------------------- | ---- |
| 1.  | 「Freedom」                  | LOVE PSYCHEDELICO           | LOVE PSYCHEDELICO, HOLY | 5:28 |
| 2.  | 「Aha!(All We Want)」        | LOVE PSYCHEDELICO           |                         | 5:45 |
| 3.  | 「7days」                    | LOVE PSYCHEDELICO           |                         | 4:26 |
| 4.  | 「Carnation」                | LOVE PSYCHEDELICO           |                         | 3:59 |
| 5.  | 「Help!」(カバー)            | John Lennon, Paul McCartney | LOVE PSYCHEDELICO, HOLY | 3:05 |
| 6.  | 「Rain」                     | LOVE PSYCHEDELICO           |                         | 5:10 |
| 7.  | 「N29」                      | LOVE PSYCHEDELICO           |                         | 0:29 |
| 8.  | 「I saw you in the rainbow」 | LOVE PSYCHEDELICO           |                         | 3:44 |
| 9.  | 「Good day,celebration」     | LOVE PSYCHEDELICO           |                         | 3:28 |
| 10. | 「Humanimation」             | LOVE PSYCHEDELICO           |                         | 2:16 |
| 11. | 「Everyone,everyone」        | LOVE PSYCHEDELICO           |                         | 4:24 |
| 12. | 「Sad story」                | LOVE PSYCHEDELICO           |                         | 4:57 |

| #  | タイトル                                           | 作詞 | 作曲・編曲 |
| -- | -------------------------------------------------- | ---- | ---------- |
| 1. | 「Freedom」(ミュージック・ビデオ)                  |      |            |
| 2. | 「Aha!(All We Want)」(ミュージック・ビデオ)        |      |            |
| 3. | 「Rain」(ミュージック・ビデオ)                     |      |            |
| 4. | 「Mind across the universe」(ミュージック・ビデオ) |      |            |
| 5. | 「making of Freedom」                              |      |            |

## 演奏
- KUMI
  - Vocal (#1-6.8-12)
  - Chorus (#1-6.8.9)
  - Shaker (#1.2.5.8.9.11.12)
  - Tambourine (#12)
  - Clap (#2.4.8)
  - Acoustic Guitar (#4)
  - Banduria (#4)
- NAOKI
  - Electric Guitar (#1-6.8-12)
  - Acoustic Guitar (#2.4-12)
  - Bass (#1.3.4.6.11.12)
  - Programming (#1.3.5.9.10.11)
  - Synthesizer (#3)
  - Bouzouki (#4.6)
  - Banjo (#2.5.9)
  - Mandolin (#4)
  - Reverse Guitar (#8)
  - Clap (#2.4.8)
  - Chorus (#1.2.6.11)
- 堀江博久
  - Synthesizer (#1.2.3.4.6.11)
  - Wurlitzer (#3.5.8.12)
  - Organ (#3.11)
  - 12 Strings Guitar (#5)
  - Morse Code (#6)
- 山田ノブマサ
  - Shaker (#3.11)
  - Drums (#4.6.9.10-A.11.12)
  - Tambourine (#4)
  - Percussion (#6)
- 白根賢一：Drums (#1.2.3.5.8.10-Intro & B)
- 高桑圭：Bass (#2.8)
- HARUYUKI YUKAWA
  - Guiro (#2)
  - Conga (#11)
  - Percussion (#2.11)
- 権藤知彦：Horns (#3.4.9.10.12)
- 有坂美香、佐藤寛子、開発千恵、日向文、増村エミコ：Choir (#11)